# Peter Minich
Peter Minich (* 29. Jänner 1927 in St. Pölten; † 29. Juli 2013 in Wien) war ein österreichischer Opern-, Operetten- und Musicalsänger mit der Stimmlage Tenor. Er wirkte fast 50 Jahre an der Volksoper Wien.

## Leben
Peter Minich wurde als Sohn einer Wirtsfamilie im St. Pöltner Stadtteil Harland geboren und besuchte zunächst die HTL in Mödling und ließ sich zum Techniker im Maschinenbau ausbilden. Nach 1945 besuchte er das Max Reinhardt Seminar und das Franz Schubert Konservatorium in Wien, nebenbei studierte er Gesang. 1948 begann er seine Bühnenkarriere als Schauspieler in dem Wiener Kellertheater Das Experiment und erhielt noch im selben Jahr sein erstes Engagement am Wiener Burgtheater. Im Dezember 1950 gastierte Minich erstmals (als Schauspieler) an der Wiener Volksoper; er übernahm die kleine Rolle eines Leutnants in der Operette Gasparone.
1951 war er am Stadttheater St. Pölten beschäftigt, wo er durch Zufall von Marcel Prawy als Sänger entdeckt wurde, da Minich an diesem Tag für einen erkrankten Kollegen in Boccaccio einsprang. Hier gab er sein Debüt als Sänger in Der Bettelstudent von Carl Millöcker. Auch seine spätere Frau, die Operettensängerin Eleonore Bauer, lernte er in St. Pölten kennen. Von 1951 bis 1955 war er am Stadttheater St. Gallen und von 1955 bis 1960 am Opernhaus Graz engagiert. 1960 wurde er Ensemblemitglied der Volksoper Wien; hier erreichte seine Karriere ihren Höhepunkt. Seine erste Premierenrolle als festes Ensemblemitglied der Wiener Volksoper war Graf Tassilo in der Operette Gräfin Mariza im September 1960. Zuvor hatte er an der Volksoper Wien bereits in Hauptrollen gastiert: 1956 als Petruchio in Kiss Me, Kate und 1957 als Eisenstein in der Operette Die Fledermaus.
An der Wiener Volksoper sang er zunächst die klassischen Tenor-Rollen in den Operetten von Carl Millöcker, Johann Strauss, Franz Lehár, Carl Zeller, Robert Stolz und Emmerich Kálmán. Zu Minichs Premierenrollen an der Wiener Volksoper gehörten unter anderem: Symon in Der Bettelstudent (1960), Leutnant Niki in Ein Walzertraum (1960; 1974), Danilo in Die lustige Witwe (1960; 1974), Paul Aubier in Der Opernball (1960; 1985), Achmed Bey in Die Rose von Stambul (1961), die Titelrolle in Boccaccio (1961), Caramello in Eine Nacht in Venedig (1961), Mister X in Die Zirkusprinzessin (1962), Nanki-Puh in Der Mikado (1962), René in Madame Pompadour (1964), René in Der Graf von Luxemburg (1964), Edwin Ronald in Die Csárdásfürstin (1966), Adam in Der Vogelhändler (1966), Graf Zedlau in Wiener Blut (1967), Der Fremde in Venus in Seide (1970), Anton Hofer in Zwei Herzen im Dreivierteltakt (1975) und Leopold in Im weißen Rößl (1976).
1964 sang er an der Wiener Volksoper die Rolle des Leutnant Gustl in der Uraufführung der Operette Frühjahrsparade von Robert Stolz; seine Partnerin war Mimi Coertse. 1973 übernahm Minich an der Wiener Volksoper in einer Neuinszenierung die Rolle des Jim Mahoney in Brecht/Weills Oper Aufstieg und Fall der Stadt Mahagonny; dies blieb eine von Minichs wenigen Opernrollen.
1962 und 1963 übernahm er bei den Salzburger Festspielen die Sprechrolle des Bassa Selim in Mozarts Singspiel Entführung aus dem Serail. Er wirkte in mehreren Fernsehproduktionen mit und übernahm besonders in Operettenverfilmungen bedeutende Rollen, so 1967 die des Adam im Fernsehfilm Der Vogelhändler an der Seite von Lucia Popp und Renate Holm. Mit dem Ensemble der Volksoper war er in der UdSSR und 1982 bis 1983 in Japan zu Gast.
Ab 1980 wechselte Peter Minich sukzessive ins Charakterfach und erarbeitete sich komische (Baron Gondremarck in Pariser Leben, Premiere 1981 an der Wiener Volksoper; Oberst Ollendorf in Der Bettelstudent, Premiere 1983 an der Wiener Volksoper; Podestà Nasoni in Gasparone, Premiere 1988 an der Wiener Volksoper; Triquet in Eugen Onegin, Premiere 1990 an der Wiener Volksoper) und „altersweise“ Rollen in den Operetten Der fidele Bauer (als Altbauer Matthäus Scheichelreuther, Premiere September 1997 an der Wiener Volksoper) und Im weißen Rößl (als alter Kaiser Franz Joseph I.).
Im Jahre 2005 wurde bei Peter Minich eine Parkinson-Erkrankung diagnostiziert. Im Oktober 2006 übernahm er in der Premiere der Oper Turandot von Giacomo Puccini die Rolle des greisen Kaisers Altoum, seine letzte Rolle an der Wiener Volksoper. In der Saison 2007/08 war KS Peter Minich wieder als Altoum in Turandot sowie beim Eröffnungskonzert im September 2007, in der Musical-Soiree und in der Ralph-Benatzky-Soiree im November/Dezember 2007 zu hören. Als Altoum stand er auch in der Saison 2008/09 nochmals auf der Bühne der Wiener Volksoper. Seinen letzten Auftritt hatte er im Dezember 2009 im Rahmen des Weihnachtskonzertes der Wiener Volksoper.
Minich gastierte auch noch im hohen Alter außerhalb der Wiener Volksoper in Operetten, zuletzt auch in Sprechrollen. 1998 trat er am Stadttheater Baden als Honoré Lachailles in dem Musical Gigi auf. Er trat weiters bei den Schlossfestspielen Langenlois (2000; als Fürst Ypsheim-Gindelbach in Wiener Blut), bei den Sommerspielen Perchtoldsdorf (2001; als „Donna“ in Il campiello von Carlo Goldoni) und am Stadttheater Baden (2005; als Kaiser in der Operette Frühjahrsparade von Robert Stolz) auf. 2008 übernahm er, an der Seite von Guggi Löwinger, bei den Berndorfer Festspielen unter der Regie von Felix Dvorak die Rolle des Altpfarrers Cerny in Dvoraks Volksstück Kirchfeld; dies war Minichs letzte Sprechrolle.

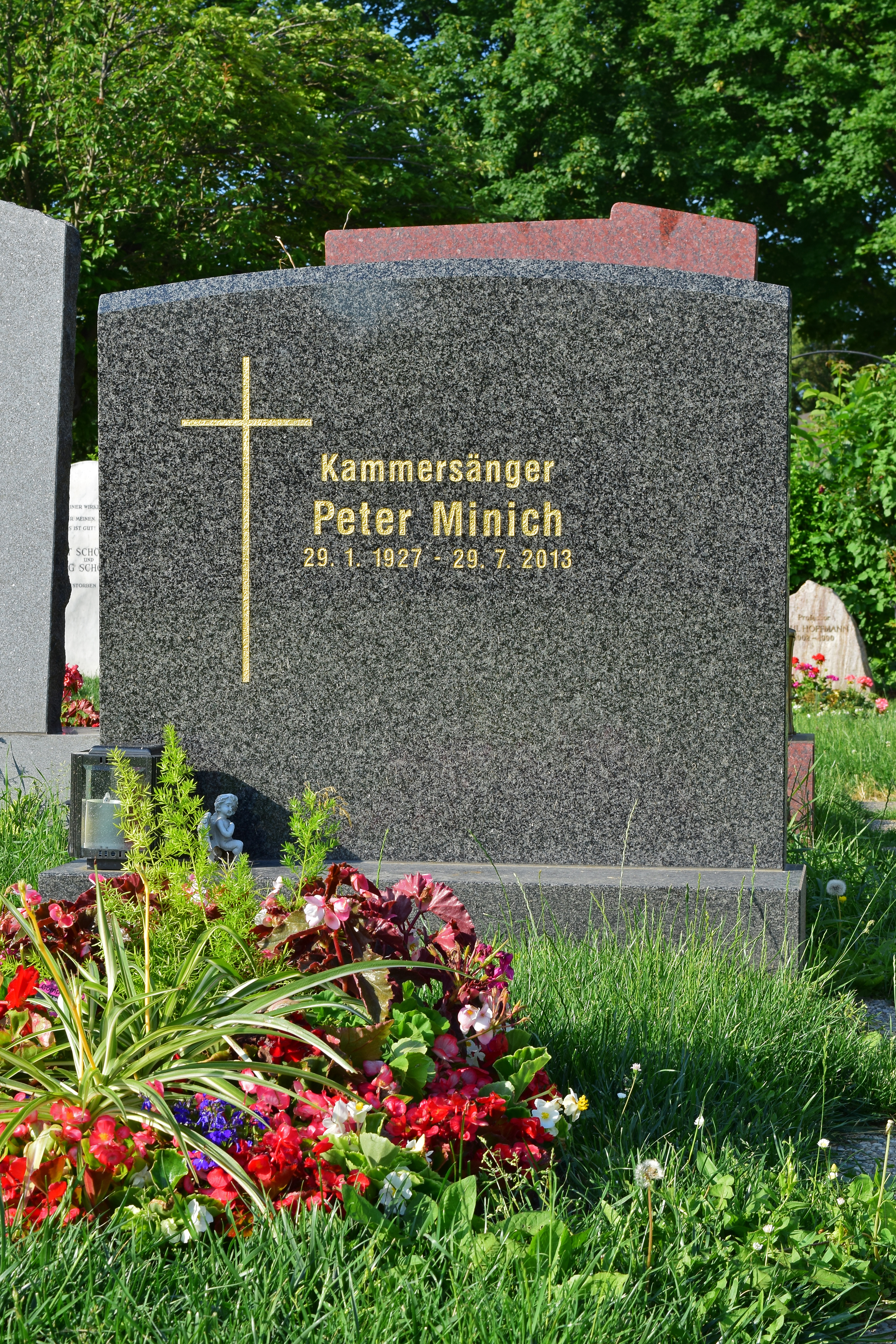
Grabstätte von Peter Minich am Zentralfriedhof

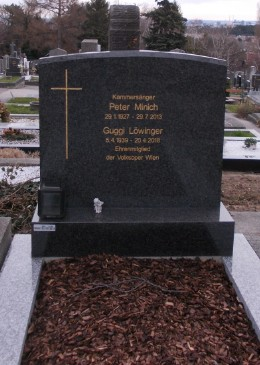
Neue Grabstätte am Sieveringer Friedhof

Minich starb im Alter von 86 Jahren an den Folgen einer Lungenentzündung. Er war mit der Operettensängerin Eleonore Bauer (1927–1983) und später mit der Sängerin und Schauspielerin Guggi Löwinger verheiratet. Bestattet wurde Peter Minich auf dem Wiener Zentralfriedhof in einem ehrenhalber gewidmeten Grab (Gruppe 40, Nummer 193). Im November 2018 wurde Peter Minich aus der Grabstelle am Zentralfriedhof exhumiert und anschließend auf dem Sieveringer Friedhof (Abteilung 2, Gruppe 12, Reihe 3, Nummer 3) neben seiner Ehegattin Guggi Löwinger beigesetzt.
Peter Minich war von 1972 bis zu seiner Deckung 2011 Mitglied der Freimaurerloge Fraternitas und affiliertes Mitglied der Loge Zur Brüderlichen Harmonie.

## Repertoire (Auswahl)
- Petruchio (Kiss Me, Kate)
- Professor Higgins (My Fair Lady)
- Eisenstein und Alfred (Die Fledermaus)
- Fürst Ypsheim-Gindelbach (Wiener Blut)
- Baron Gondremarck (Pariser Leben)
- Symon und Oberst Ollendorf (Der Bettelstudent)
- Triquet (Eugen Onegin)
- Adam (Der Vogelhändler)
- Jim Mahoney (Aufstieg und Fall der Stadt Mahagonny)
- Paquilo (La Périchole)
- René (Der Graf von Luxemburg)
- Leopold (Im weißen Rössl)

## Diskographie (Auswahl)
- Benatzky: Im weißen Rössl (EMI 1997)
- Berté: Das Dreimäderlhaus (DELTA MUSIC 2000)
- Kálmán: Gräfin Mariza (Teldec 1999)
- Lehár: Wiener Frauen (Megaphon Import 2008)
- Stolz: Frühjahrsparade (Eurodisc)
- Straus: Ein Walzertraum (Teldec 1999)
- Zeller: Der Vogelhändler (Teldec 1999)

## Filmografie
- 1960: Madame Pompadour
- 1962: Die Großherzogin von Gerolstein
- 1964: Wir singen nur für Sie heut nacht…
- 1966: Die Tänzerin Fanny Elßler
- 1966: Boccaccio
- 1968: Der Vogelhändler
- 1968: Karussell
- 1968: Die Landstreicher
- 1969: Die ungarische Hochzeit
- 1969: Königin einer Nacht
- 1969: Guten Rutsch!
- 1971: Auf der grünen Wiese
- 1976: Abschied vom Ronacher
- 1977: Ein Sommernachtsball
- 2001: Schlosshotel Orth: Der tragische Unfall

## Auszeichnungen
- 1974: Kammersänger
- 1976: Jakob-Prandtauer-Preis für Wissenschaft und Kunst
- 1984: Ehrenmitglied der Volksoper Wien
- 2013: Österreichischer Musiktheaterpreis – „Goldener Schikaneder“ für das Lebenswerk